# Dystrophaeus
Dystrophaeus („drsný kloub”) byl rod sauropodního dinosaura, žijícího na konci období jury před asi 155 miliony let na území současného Utahu (USA).

## Historie a popis
Fosilie tohoto dinosaura byly objeveny roku 1859 v sedimentech souvrství Morrison (člen Tidwell, stáří asi 154,8 milionu let) a formálně je popsal paleontolog Edward Drinker Cope v roce 1877 pod jménem Dystrophaues viaemalae. V průběhu doby byl tento taxon řazen do různých skupin sauropodů, včetně čeledí Brachiosauridae, Diplodocidae nebo Dicraeosauridae. Mohlo se však jednat také o zástupce kladu Macronaria, skutečně blízce příbuzného brachiosauridům.
Z objevených fosilií (např. loketní kost dlouhá 76 cm) lze odhadnout hmotnost tohoto dinosaura asi na 12 tun, patřil tedy spíše k menším zástupcům této skupiny.